# 琴叶紫菀
琴叶紫菀（学名：Aster panduratus）是菊科紫菀属的植物，是中国的特有植物。分布在中国大陆的福建、湖南、贵州、江苏、广西、湖北、浙江、江西、四川、广东等地，生长于海拔100米至1,400米的地区，多生长于山坡灌丛、溪岸、草地及路旁，目前已由人工引种栽培。

## 别名
福氏紫菀、岗边菊（全国中草药汇编）

## 异名
- Aster fordii Hemsl.